# Janet Morrison
Janet Morrison – australijska judoczka.
Złota medalistka mistrzostw Oceanii w 1977. Mistrzyni Australii w 1977 roku.